# Detroit-Lockheed Y1A-9
Detroit-Lockheed Y1A-9 – niezrealizowany projekt amerykańskiego samolotu szturmowego z lat 30.  Samolot został zamówiony przez United States Army Air Corp (USAAC) jako zmodyfikowany myśliwiec Detroit-Lockheed YP-24, ale z powodu bankructwa firmy, projekt nie został zrealizowany.  W późniejszym czasie na podstawie YP-24 zaprojektowano bardzo podobny myśliwiec Consolidated Y1P-25, który został zbudowany także w wersji szturmowej Consolidated Y1A-11.

## Historia
W 1931, w niedawno powstałej firmie Detroit-Lockheed zaprojektowano i zbudowano jako prywatną inicjatywę tej firmy dwumiejscowy myśliwiec Detroit-Lockheed YP-24.  Samolot okazał się niezwykle udany, był szybszy nie tylko od samolotu który miał potencjalnie zastąpić, innego dwumiejscowego myśliwca Berliner-Joyce P-16, ale także od ówczesnego podstawowego myśliwca Armii Curtiss P-6E.  Po zakończeniu testów YP-24 dowództwo USAAC podpisało kontrakt z Detroit-Lockheed o wartości 250 tysięcy dolarów na dostawę pięciu prototypowych myśliwców Y1P-24 i czterech samolotów szturmowych Y1A-9.  Wersja szturmowa miała się różnić od wersji myśliwskiej wersją silnika (Curtiss V-1570, ale rozwijający moc maksymalną na mniejszej wysokości), silniejszym uzbrojenie strzeleckim (cztery karabiny stałe zamiast dwóch) oraz możliwością przenoszenia niewielkiego ładunku bombowego.
19 października 1931 jedyny istniejący prototyp YP-24 został zniszczony w wypadku lotniczym, a w tym samym czasie, z powodów niemających nic wspólnego z wypadkiem YP-24, wytwórnia Detroit-Lockheed zmuszona była wystąpić o bankructwo.  Z powodu bankructwa firmy nie wybudowano żadnych z zamówionych samolotów. W późniejszym czasie główny projektant YP-24, Robert J. Woods, pracując już dla wytwórni Consolidated Aircraft zaprojektował wersję rozwojową tego samolotu Consolidated Y1P-25, produkowaną później seryjnie jako Consolidated P-30, oraz jego wersję szturmową Consolidated Y1A-11.